# Flotylla Kaspijska (Biali)
Flotylla Kaspijska (ros. Каспийская флотилия) – bojowa flotylla białych podczas wojny domowej w Rosji
14 maja 1919 r. na Morzu Kaspijskim został sformowany oddział statków Sił Zbrojnych Południa Rosji pod nazwą "Ekspedycja Specjalnego Przeznaczenia". Na jego czele stanął kpt. 1 rangi Konstantin K. Szubert. W jego skład wchodziło 9 2-masztowych parowych statków rybackich (zwanych "rybnicami"), w tym 7 uzbrojonych w karabiny maszynowe i 2 transportowych. Załoga każdego statku składała się z 12 marynarzy. Flotylla operowała z bazy w Pietrowsku na płytkich wodach przybrzeżnych Morza Kaspijskiego i w delcie Wołgi, gdzie z reguły nie mogły docierać większe statki bolszewickie. Współdziałała z piratami morskimi sztabskapitana Sklianina, który nie uznawał żadnej zwierzchności. 15 maja statki wypłynęły na swoją pierwszą bojową misję, która polegała na przewiezieniu i zainstalowaniu na wyspie Czeczeń posterunku obserwacyjnego. W nocy z 27 na 28 maja bez skutku atakowały one bolszewicki okręt podwodny "Макрел". 29 maja przeprowadziły rajd bojowy przeciwko garnizonowi Astrachania i ostrzelały go. W nocy z 29 na 30 maja zapobiegły atakowi bolszewickiego parochoda, odganiając go ogniem karabinów maszynowych. Wkrótce w skład flotylli wszedł parochod "Елизавета", pływający wcześniej na Wołdze, który został uzbrojony w działko 47 mm i 2 karabiny maszynowe. Kapitan K. K. Szubert nawiązał kontakt z dowódcą 1 Dywizji Kawalerii, nacierającej na Astrachań. Dostał od niego 2 działa górskie 76 mm, które zostały zamocowane na 2 największych statkach. 14 czerwca, podczas transportu uzbrojenia i materiałów wojennych do wioski Woskriesienskij, doszło do bitwy artyleryjskiej pomiędzy 2 statkami flotylli a 3 parochodami bolszewickimi. Parochody podpłynęły do brzegu, aby ostrzelać oddział sztabskapitana Sklianina i wysadziły desant. Wówczas zaatakowały je statki kpt. K. K. Szuberta. Z dużymi stratami nieprzyjacielskie parochody zostały zmuszone do pośpiesznego odwrotu. Wkrótce flotylla białych została zasilona nowymi parochodami i kutrami motorowymi. Jesienią 1919 r. wycofała się ona z delty Wołgi w związku z generalnym odwrotem wojsk gen. Antona I. Denikina. W dalszym ciągu działała natomiast jeszcze przez pewien czas na przybrzeżnych wodach Morza Kaspijskiego.